# Affaire des enfants de la teigne

L'affaire des enfants de la teigne fait référence aux dizaines de milliers d'enfants israéliens principalement Marocains séfarades atteints de cancer à la suite de radiothérapies pratiquées au début des années 1950 au niveau de la tête censées constituer un traitement contre la teigne. Un film, The Ringworm Children (2003) réalisé par Asher Nachmias et David Belhassen, consacré à cette affaire, a été projeté au Festival du Film International de Haïfa en 2003 et a reçu une mention honorable au PriMed, Prix International pour le Documentaire et le Reportage Méditerranéen, en France en 2005.

## Le déroulement des faits
Des années 1940 aux années 1960, des enfants séfarades, principalement marocains, ont été exposés à des radiations en Israël, et pour certains dans des agences juives au Maroc ou en France à titre préventif, avant leur immigration, selon un protocole médical qui a eu cours dans certains pays au début du XXe siècle. La France a aussi pratiqué sur des enfants la radiothérapie des rayons X qui « cessera dans les années 1950 lorsque se généralisera l'utilisation de la Griséofuline, l'antifongique le plus efficace contre les teignes. C'est à peu près à cette époque que sont publiés les premiers travaux signalant la survenue de cancers de la peau après radiothérapie de teigne en France ».
Pendant des décennies, le gouvernement israélien a refusé d'admettre sa responsabilité légale ou morale dans les maladies des patients irradiés, jusqu'au vote d'une loi en 1994 qui accorde une compensation financière aux victimes de ces traitements. Par cette loi le gouvernement reconnaît la relation de cause à effet entre l'augmentation du nombre de cancers et la radiothérapie. 
Il y a consensus aujourd'hui dans la communauté scientifique sur le caractère très dangereux pour la santé de cette campagne de radiothérapie ; ainsi par exemple le risque de tumeurs cérébrales a été multiplié par 8,4. Les rayons X ont provoqué également des cancers de la thyroïde, des cas de stérilité ; les patients ont perdu leurs dents, leurs cheveux etc.
Il y a eu au total 100 000 enfants irradiés.
La controverse porte sur plusieurs points :
- Il n'y a pas d'accord sur le nombre d'enfants atteints de cancer. Le chiffre officiel est de 20 000 enfants rendus malades[7]. Le journal Haaretz évoque des estimations récentes selon lesquelles des « dizaines de milliers » d'enfants ont contracté des cancers[8].

- Selon certaines associations de soutien aux enfants irradiés, les tribunaux rejetteraient un grand nombre de dossiers comme non éligibles à des compensations, en posant des conditions draconiennes, et les compensations financières sont jugées insuffisantes par les victimes[9].

- Quand le gouvernement israélien affirme que les hôpitaux ont suivi des pratiques ordinaires à l'époque, les victimes, elles, considèrent que cette affaire témoigne de l'arrogance des juifs ashkénazes à l'égard des juifs issus des pays arabes, au même titre que l'affaire des enfants juifs yéménites et que l'aspersion de DDT à l'arrivée des juifs mizrahim en Israël[10] : les traitements auraient été dispensés quelquefois sans nécessité, parce que les juifs européens suspectaient l'hygiène de leurs coreligionnaires sépharades.

## Le film documentaireThe Ringworm Children
Ce film, Les Enfants de la teigne, évoque les conséquences des radiations sur la santé. Il rend compte également d'une enquête sur les responsabilités des instances médicales et politiques isaréliennes.

### Les effets des radiations sur la santé
Les radiations ont eu pour effet une augmentation du taux de mortalité des enfants, des maladies chroniques qui ont affecté les survivants, parmi lesquelles la stérilité, l'épilepsie, l'amnésie, Alzheimer, la psychose, le cancer, des dysfonctionnements sexuels, des lésions esthétiques et psychologiques. 

### Les responsabilités dans le monde médical et politique
Selon le discours officiel, les instances médicales étaient préoccupées par le problème de santé publique que posaient les teignes, et ne connaissaient pas les effets "secondaires" de ce "traitement" sur la santé. Cette catastrophe n'a pas été provoquée de manière intentionnelle.
Selon les documentaristes, les dangers pour la santé étaient connus à l'époque des faits, au début des années 1950.  Une affection mineure qui dans le pays natal de ces enfants aurait été traitée avec du vinaigre, a suffi pour justifier l'administration de radiations à des doses 35 000 fois supérieures aux doses maximales autorisées. Des enfants qui n'avaient pas de teigne ont néanmoins été irradiés.
L'explication de la catastrophe selon les documentaristes est la suivante : les hôpitaux israéliens ont mis en œuvre un programme de tests concernant les effets des radiations, sponsorisé par des Américains, ce genre d'expériences ayant fait l'objet d'une interdiction aux Etats-Unis, alors qu'elles étaient encore légales en Israël. Le directeur général du Ministère de la Santé en Israël, Chaim Sheba, a facilité les démarches des scientifiques. Le film explique par le racisme des juifs européens en Israël ce mépris pour les vies des juifs non-européens.